# Bathys Ryax
Bathys Ryax o Bathyryax (en griego: Βαθυρύαξ, «corriente profunda») posiblemente también llamada Krya Pege, era una ciudad del antiguo Ponto en el camino de Berisa a Sebasteia (actual Sivas), habitada durante la época del Imperio bizantino. Se encontraba situada cerca de Kalınırmak y a 13 kilómetros al sureste de Yıldızeli en la Turquía asiática.

## Batalla de Bathys Ryax

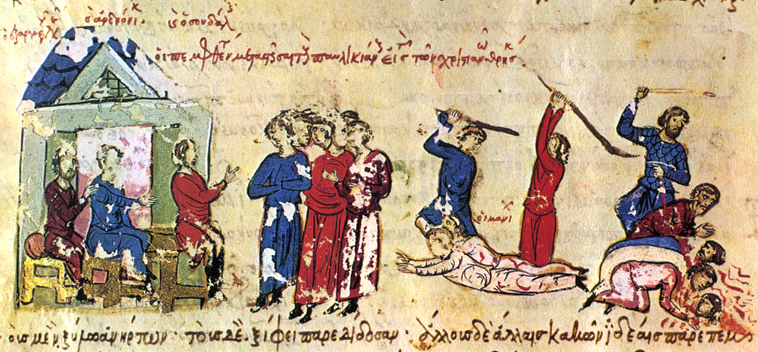
Masacre de los paulicianos en 843/844. Del manuscrito Skylitzes Matritensis.

En las inmediaciones de esta ciudad tuvo lugar una decisiva batalla en 872 u 878, entre el Imperio bizantino y los paulicianos, una secta cristiana iconoclasta perseguida por el estado bizantino. Los paulicianos habían establecido un principado autónomo en Tefrique, en la frontera oriental de Bizancio, y colaboraban con los emiratos musulmanes de Thughur contra este imperio. La batalla concluyó con la victoria bizantina, la derrota del ejército pauliciano y la muerte de su jefe, Crisóquero.
Este evento socavó el poder pauliciano y eliminó una gran amenaza para Bizancio, anunciando la posterior caída de la propia Tefrique y la anexión del principado en el año 879.